# Ambassis miops
Ambassis miops е вид лъчеперка от семейство Ambassidae. Видът е незастрашен от изчезване.

## Разпространение и местообитание
Разпространен е в Австралия, Вануату, Източен Тимор, Индия, Индонезия, Нова Каледония, Острови Кук, Папуа Нова Гвинея, Самоа, Соломонови острови, Фиджи, Филипини, Френска Полинезия и Япония.
Среща се на дълбочина от 0,5 до 3,5 m.

## Описание
На дължина достигат до 10,3 cm.